# Charles B. Brownson

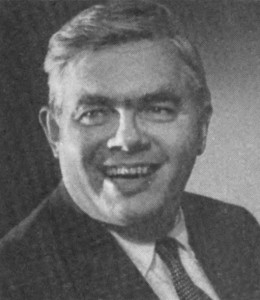
Charles B. Brownson

Charles Bruce Brownson (* 5. Februar 1914 in Jackson, Michigan; † 4. August 1988 in Alexandria, Virginia) war ein US-amerikanischer Politiker. Zwischen 1951 und 1959 vertrat er den Bundesstaat Indiana im US-Repräsentantenhaus.

## Werdegang
Im Jahr 1916 kam Brownson mit seinen Eltern nach Flint, wo er die öffentlichen Schulen besuchte. Anschließend studierte er bis 1935 an der University of Michigan in Ann Arbor. Im gleichen Jahr absolvierte er eine militärische Ausbildung bei der Infanterie. 1936 zog er nach Indianapolis, wo er die Firma Central Wallpaper & Paint Corp. gründete. Während des Zweiten Weltkrieges diente Brownson als Offizier in der US Army. Dabei war er Stabsoffizier auf dem europäischen Kriegsschauplatz. Nach dem Ende des Krieges in Europa wurde er auf die Philippinen versetzt. Für seine militärischen Leistungen wurde er unter anderem mit dem Bronze Star und der Legion of Merit sowie der französischen Médaille de la Reconnaissance ausgezeichnet. Nach dem Krieg gehörte Brownson bis 1974 der Army-Reserve an. Dort stieg er bis zum Oberst auf.
Zwischen 1948 und 1949 war er Vorsitzender eines Beraterausschusses für Jugendgerichte. Politisch gehörte Brownson der Republikanischen Partei an. Bei den Kongresswahlen des Jahres 1950 wurde er im elften Wahlbezirk von Indiana in das US-Repräsentantenhaus in Washington, D.C. gewählt, wo er am 3. Januar 1951 die Nachfolge von Andrew Jacobs antrat. Nach drei Wiederwahlen konnte er bis zum 3. Januar 1959 vier Legislaturperioden im Kongress absolvieren. Diese waren von den Ereignissen des Kalten Krieges und des Koreakrieges geprägt. Im Jahr 1958 wurde Brownson nicht wiedergewählt.
Zwischen 1959 und 1964 arbeitete er für die Housing and Home Finance Agency in der Bundeshauptstadt Washington. Brownson war auch Verleger und Herausgeber des Personalverzeichnisses der Kongressmitglieder. Zwischen 1961 und 1985 arbeitete er in der Öffentlichkeitsarbeit in Washington. Zwischenzeitlich lebte er in Coral Gables (Florida) und Mount Vernon (Virginia). Charles Brownson starb am 4. August 1988 in Alexandria und wurde auf dem Nationalfriedhof Arlington beigesetzt.